# Lista de cidades dos Países Baixos por província

Mapa dos principais municípios dos Países Baixos

Não existem regras formais nos Países Baixos para distinguir as cidades de outros assentamentos. Os assentamentos menores são geralmente chamados de dorp, comparáveis às towns dos países de língua inglesa ou às aldeias e/ou vilas das nações lusófonas. A palavra holandesa para cidade é stad (plural: steden ). A categoria intermediária de cidade não existe em holandês, mas provinciestad (pequena cidade da província) chega perto.
Historicamente, existiram sistemas de direitos de cidade, concedidos pelos senhores territoriais, que definiam o estatuto de um lugar: um stad ou dorp . As cidades eram autônomas e tinham vários privilégios. Em 1851, a concessão de direitos de cidade e todos os privilégios e status especial das cidades foram abolidos. Desde então, a única unidade administrativa local é o município . Independentemente desta mudança legal, muitas pessoas ainda usam os direitos da cidade antiga como critério: certos pequenos assentamentos orgulhosamente se autodenominam stad porque historicamente tinham direitos de cidade, enquanto outras cidades mais recentes podem não obter este reconhecimento. No entanto, o antigo e terceiro maior centro urbano dos Países Baixos, Haia tem o estatuto de sede do governo nacional, mas nunca recebeu direitos de cidade por razões históricas deliberadas. 
Geógrafos e decisores políticos podem distinguir entre locais no que diz respeito ao número de habitantes ou às funções económicas e planológicas dentro de uma área maior. Assim, os assentamentos podem ser considerados cidades se funcionarem como centro urbano em área rural; enquanto os grandes centros populacionais em áreas densamente povoadas muitas vezes não são considerados uma aldeia nem uma cidade e são geralmente referidos pela palavra genérica plaats (lugar). Os habitantes também podem basear a sua escolha de palavras apenas na forma subjetiva como vivenciam a vida num determinado lugar.

## Lista[1][2]
Quando se discute cidades, às vezes é feita a distinção entre as cidades em duas redes urbanas.
A maior rede urbana é conhecida como Randstad, incluindo as quatro maiores cidades dos Países Baixos: Amsterdão, Roterdão, Haia e Utrecht. Destes, 3 têm direitos históricos de cidade: Utrecht de 1122; Amsterdã a partir de 1306; e Roterdã de 1340. A segunda rede urbana na Holanda é conhecida como Brabantstad, uma parceria dos "Big 5" de Brabante: Eindhoven, Tilburgo, Breda, Hertogenbosch e Helmond. Além disso, existem várias cidades de médio porte na Holanda sem uma rede urbana. Groningen, notavelmente, é uma cidade de tamanho médio (sexta maior cidade da Holanda), sem uma rede urbana.
| Província         | Cidade                       | Mapa da Província |
| ----------------- | ---------------------------- | ----------------- |
| Drenthe           | Assen                        |                   |
| Drenthe           | Coevorden                    |                   |
| Drenthe           | Emmen                        |                   |
| Drenthe           | Hoogeveen                    |                   |
| Drenthe           | Meppel                       |                   |
| Flevolândia       | Almere                       |                   |
| Flevolândia       | Biddinghuizen                |                   |
| Flevolândia       | Emmeloord                    |                   |
| Flevolândia       | Lelystad                     |                   |
| Frísia            | Bolsward                     |                   |
| Frísia            | Dokkum                       |                   |
| Frísia            | Franeker                     |                   |
| Frísia            | Harlingen                    |                   |
| Frísia            | Hindeloopen                  |                   |
| Frísia            | IJlst                        |                   |
| Frísia            | Leeuwarden                   |                   |
| Frísia            | Sloten                       |                   |
| Frísia            | Sneek                        |                   |
| Frísia            | Stavoren                     |                   |
| Frísia            | Workum                       |                   |
| Guéldria          | Apeldoorn                    |                   |
| Guéldria          | Arnhem                       |                   |
| Guéldria          | Bredevoort                   |                   |
| Guéldria          | Buren                        |                   |
| Guéldria          | Borculo                      |                   |
| Guéldria          | Culemborg                    |                   |
| Guéldria          | Dieren                       |                   |
| Guéldria          | Doetinchem                   |                   |
| Guéldria          | Ede                          |                   |
| Guéldria          | Elburg                       |                   |
| Guéldria          | Enspijk                      |                   |
| Guéldria          | Gendt                        |                   |
| Guéldria          | Groenlo                      |                   |
| Guéldria          | Harderwijk                   |                   |
| Guéldria          | Hattem                       |                   |
| Guéldria          | Heukelum                     |                   |
| Guéldria          | Huissen                      |                   |
| Guéldria          | Nijkerk                      |                   |
| Guéldria          | Nijmegen                     |                   |
| Guéldria          | Staverden                    |                   |
| Guéldria          | Tiel                         |                   |
| Guéldria          | Ulft                         |                   |
| Guéldria          | Voorst                       |                   |
| Guéldria          | Wageningen                   |                   |
| Guéldria          | Wijchen                      |                   |
| Guéldria          | Winterswijk                  |                   |
| Guéldria          | Zaltbommel                   |                   |
| Guéldria          | Zevenaar                     |                   |
| Guéldria          | Zutphen                      |                   |
| Groningen         | Appingedam                   |                   |
| Groningen         | Delfzijl                     |                   |
| Groningen         | Groningen                    |                   |
| Groningen         | Hoogezand-Sappemeer          |                   |
| Groningen         | Stadskanaal                  |                   |
| Groningen         | Veendam                      |                   |
| Groningen         | Winschoten                   |                   |
| Limburgo          | Echt                         |                   |
| Limburgo          | Geleen                       |                   |
| Limburgo          | Gennep                       |                   |
| Limburgo          | Heerlen                      |                   |
| Limburgo          | Kerkrade                     |                   |
| Limburgo          | Tegelen                      |                   |
| Limburgo          | Kessel                       |                   |
| Limburgo          | Landgraaf                    |                   |
| Limburgo          | Maastricht                   |                   |
| Limburgo          | Montfort                     |                   |
| Limburgo          | Nieuwstadt                   |                   |
| Limburgo          | Roermond                     |                   |
| Limburgo          | Schin op Geul                |                   |
| Limburgo          | Sittard                      |                   |
| Limburgo          | Stein                        |                   |
| Limburgo          | Susteren                     |                   |
| Limburgo          | Thorn                        |                   |
| Limburgo          | Vaals                        |                   |
| Limburgo          | Valkenburg                   |                   |
| Limburgo          | Venlo                        |                   |
| Limburgo          | Weert                        |                   |
| Brabante do Norte | 's-Hertogenbosch (Den Bosch) |                   |
| Brabante do Norte | Bergen op Zoom               |                   |
| Brabante do Norte | Boxtel                       |                   |
| Brabante do Norte | Breda                        |                   |
| Brabante do Norte | Eindhoven                    |                   |
| Brabante do Norte | Geertruidenberg              |                   |
| Brabante do Norte | Geldrop                      |                   |
| Brabante do Norte | Grave                        |                   |
| Brabante do Norte | Helmond                      |                   |
| Brabante do Norte | Heusden                      |                   |
| Brabante do Norte | Klundert                     |                   |
| Brabante do Norte | Oosterhout                   |                   |
| Brabante do Norte | Oss                          |                   |
| Brabante do Norte | Ravenstein                   |                   |
| Brabante do Norte | Roosendaal                   |                   |
| Brabante do Norte | Sint-Oedenrode               |                   |
| Brabante do Norte | Tilburg                      |                   |
| Brabante do Norte | Valkenswaard                 |                   |
| Brabante do Norte | Veldhoven                    |                   |
| Brabante do Norte | Waalwijk                     |                   |
| Brabante do Norte | Willemstad                   |                   |
| Brabante do Norte | Woudrichem                   |                   |
| Holanda do Norte  | Alkmaar                      |                   |
| Holanda do Norte  | Amsterdão                    |                   |
| Holanda do Norte  | Den Helder                   |                   |
| Holanda do Norte  | Edam                         |                   |
| Holanda do Norte  | Enkhuizen                    |                   |
| Holanda do Norte  | Haarlem                      |                   |
| Holanda do Norte  | Heerhugowaard                |                   |
| Holanda do Norte  | Hilversum                    |                   |
| Holanda do Norte  | Hoorn                        |                   |
| Holanda do Norte  | Laren                        |                   |
| Holanda do Norte  | Medemblik                    |                   |
| Holanda do Norte  | Monnickendam                 |                   |
| Holanda do Norte  | Muiden                       |                   |
| Holanda do Norte  | Naarden                      |                   |
| Holanda do Norte  | Purmerend                    |                   |
| Holanda do Norte  | Schagen                      |                   |
| Holanda do Norte  | Velsen                       |                   |
| Holanda do Norte  | Volendam                     |                   |
| Holanda do Norte  | Weesp                        |                   |
| Holanda do Norte  | Zaandam                      |                   |
| Overijssel        | Almelo                       |                   |
| Overijssel        | Blokzijl                     |                   |
| Overijssel        | Deventer                     |                   |
| Overijssel        | Enschede                     |                   |
| Overijssel        | Genemuiden                   |                   |
| Overijssel        | Hardenberg                   |                   |
| Overijssel        | Hasselt                      |                   |
| Overijssel        | Hengelo                      |                   |
| Overijssel        | Kampen                       |                   |
| Overijssel        | Oldenzaal                    |                   |
| Overijssel        | Rijssen                      |                   |
| Overijssel        | Steenwijk                    |                   |
| Overijssel        | Vollenhove                   |                   |
| Overijssel        | Zwolle                       |                   |
| Holanda do Sul    | Alphen aan den Rijn          |                   |
| Holanda do Sul    | Capelle aan den IJssel       |                   |
| Holanda do Sul    | Delft                        |                   |
| Holanda do Sul    | Dordrecht                    |                   |
| Holanda do Sul    | Gorinchem                    |                   |
| Holanda do Sul    | Gouda                        |                   |
| Holanda do Sul    | Haia                         |                   |
| Holanda do Sul    | Leiden                       |                   |
| Holanda do Sul    | Maassluis                    |                   |
| Holanda do Sul    | Rotterdam                    |                   |
| Holanda do Sul    | Schiedam                     |                   |
| Holanda do Sul    | Spijkenisse                  |                   |
| Holanda do Sul    | Vlaardingen                  |                   |
| Holanda do Sul    | Voorburg                     |                   |
| Holanda do Sul    | Zoetermeer                   |                   |
| Utrecht           | Amersfoort                   |                   |
| Utrecht           | Baarn                        |                   |
| Utrecht           | Bunschoten                   |                   |
| Utrecht           | Eemnes                       |                   |
| Utrecht           | Hagestein                    |                   |
| Utrecht           | Houten                       |                   |
| Utrecht           | Leerdam                      |                   |
| Utrecht           | Montfoort                    |                   |
| Utrecht           | Nieuwegein                   |                   |
| Utrecht           | Oudewater                    |                   |
| Utrecht           | Rhenen                       |                   |
| Utrecht           | Utrecht                      |                   |
| Utrecht           | Veenendaal                   |                   |
| Utrecht           | Vianen                       |                   |
| Utrecht           | Wijk bij Duurstede           |                   |
| Utrecht           | Woerden                      |                   |
| Utrecht           | IJsselstein                  |                   |
| Utrecht           | Zeist                        |                   |
| Zelândia          | Arnemuiden                   |                   |
| Goes              |                              |                   |
| Hulst             |                              |                   |
| Middelburg        |                              |                   |
| Sluis             |                              |                   |
| Terneuzen         |                              |                   |
| Veere             |                              |                   |
| Vlissingen        |                              |                   |
| Zierikzee         |                              |                   |